# Kouzelná Beruška a Černý kocour (1. řada)
První řada počítačem animovaného seriálu Kouzelná Beruška a Černý kocour je úvodní řada tohoto seriálu. Řada měla světovou premiéru 1. září 2015 v Jižní Koreji na stanici EBS1. Ve Francii byl vysílán 19. října 2015 do 30. října 2016 na stanicí TF1. V Japonsku měl premiéru 23. července 2018 na stanici Disney Channel a v Česku 6. prosince 2015 na Disney Channel. Řada má celkem 26 dílů.

## Děj
Příběh vypráví o dívce jménem Marinette, která chodí na střední školu v Paříži. Tam se seznámí s Alyou, jež se stane její nejlepší kamarádkou. Marinette se však stane maskovanou superhrdinkou Beruškou. Schopnosti Kouzelné Berušky jí propůjčuje její mirákulum. Marinette tajně miluje Adriena, ten zase působí jako Černý kocour. Do Adriena je také zamilovaná Chloé, zlá a namyšlená dcera pařížského starosty. Černý kocour neboli Adrien je zase zamilován do Berušky, ale oba navzájem neznají své pravé identity. Nejvíce zápornou postavou je zde Lišaj, který chce získat mirákula Berušky a Kocoura pro sebe, aby získal neuvěřitelnou moc. Proto vysílá superpadouchy, kteří jsou posedlí zlým motýlkem neboli akumou.

## Obsazení

### Hlavní postavy
- Anouck Hautbois jako Marinette Dupain-Chengová / Kouzelná Beruška
- Benjamin Bollen jako Adrien Athanase Agreste / Černý kocour
- Antoine Tomé jako Gabriel Agreste / Lišaj
- Marie Nonnenmacher jako Tikki
- Thierry Kazazian jako Plagg
- Fanny Bloc jako Alya Césaireová

### Vedlejší postavy
- Alexandre Nguyen jako Nino Lahiffe a Lê Chiến Kim
- Marie Chevalot jako Chloé Bourgeoisová
- Marie Nonnenmacher jako Sabrina Raincomprix a Juleka Couffaine
- Nathalie Homs jako Nathalie Sancoeur a paní Mendeleievová
- Gilbert Levy jako Adrienův bodyguard, starosta André Bourgeois, pan Damocles a mistr Wang Fu
- Franck Tordjman jako Alec Cataldi, Fred Haprèle, Ivan Bruel, Nathaniel Kurtzberg a Théo Barbot
- Adeline Chetail jako Alix Kubdelová
- Geneviève Doang jako Aurore Beauréalová
- Jessie Lambotte jako Caline Bustierová, Mylène Haprèle, Nadja Chamacková, Rose Lavillantová a Sabine Chengová
- Matthew Géczy jako Jagged Stone
- Martial Le Minoux jako Max Kanté, Roger Raincomprix, sluha Jean a Tom Dupain

### Hostující postavy
- Alexandre Nguyen jako princ Ali a Xavier-Yves "XY" Roth
- Philippe Roullier jako pan Kubdel a Wang Cheng
- Thierry Kazazian jako Armand D'Argencourt
- Gilbert Levy jako Bob Roth a Chris
- Nathalie Homs jako gardedáma prince Aliho a Marlena Césaireová
- Franck Tordjman jako Jalil Kubdel, Kuba Grimault, Vincent Asa, Wayzz a Xavier Ramier
- Clara Soares jako Lila Rossi
- Geneviève Doang jako Aurore Beauréalová
- Marie Nonnenmacher jako Manon Chamacková a Mireille Caquetová
- Martial Le Minoux jako Nooroo
- Eric Peter jako Otis Césaire
- Anne-Charlotte Piau jako Penny Rollingová
- Thomas Astruc jako hlas video hry (cameo)

#### Speciální host
- Josiane Balasko jako Sarah

## Seznam dílů
| Č. v seriálu | Č. v řadě | Původní název                                                                    | Český název                         | Režie         | Scénář                                                                                        | Premiéra ve Francii | Premiéra v ČR    | Prod. kód |
| --- | --------- | -------------------------------------------------------------------------------- | ----------------------------------- | ------------- | --------------------------------------------------------------------------------------------- | ------------------- | ---------------- | --------- |
| 1 | 1         | Stormy Weather Climatika                                                         | Bouře                               | Thomas Astruc | Fred Lenoir                                                                                   | 19. října 2015      | 6. prosince 2015 | 101       |
| Poté, co prohrála soutěž o televizní rosničku na dětské stanici, je Aurore Beauréalová akumatizovaná a stává se z ní Bouře, superpadouch který umí ovládat počasí. - Tento díl a vlastně i celý seriál měl světovou premiéru 1. září 2015 v Jižní Koreji na stanici EBS 1. |           |                                                                                  |                                     |               |                                                                                               |                     |                  |           |
| 2 | 2         | The Bubbler Le Bulleur                                                           | Bublina                             | Thomas Astruc | Thomas Astruc a Sébastien Thibaudeau                                                          | 20. října 2015      | 15. února 2016   | 109       |
| Adrien má narozeniny, ale jeho otec mu nedovolí udělat narozeninovou párty. Nino, jakožto Adrienův nejlepší kámoš, zkusí jeho fotra přesvědčit, ale ten to odmítne. Usoudí, že Nino nemá dobrý vliv na jeho syna a že není v jeho domě vítán. Nina pak posedne akuma a stane se z něj Bublina. - Tento díl měl světovou premiéru 8. září 2015 v Jižní Koreji na stanici EBS 1. |           |                                                                                  |                                     |               |                                                                                               |                     |                  |           |
| 3 | 3         | The Pharaoh Le Pharaon                                                           | Faraon                              | Thomas Astruc | Cédric Bacconnier                                                                             | 21. října 2015      | 18. února 2016   | 115       |
| Marinette se snaží přesvědčit svoji kamarádku, že Beruška není středoškolačka, jak naznačuje učebnice dějepisu, kterou Marinette, coby Beruška ztratila. K tomu ji má pomoci výstava Tutanchamona, která se koná v Louvreu. Jenže návštěvu muzea zkazí Lišajův akuma. Beruška s Kocourem tak musí zastavit Faraona dřív, než dokončí rituál k navrácení jeho milované Nefertiti. - Tento díl měl světovou premiéru 13. října 2015 v Jižní Koreji na stanici EBS 1.                   |           |                                                                                  |                                     |               |                                                                                               |                     |                  |           |
| 4 | 4         | Lady Wifi                                                                        | Lady Wifi                           | Thomas Astruc | Sébastien Thibaudeau                                                                          | 22. října 2015      | 22. února 2016   | 103       |
| Alya se snaží dokázat, že Chloé je Beruška. Když je ale neprávem na týden vyloučena ze školy, posedne ji Lišajův akuma. Z Alyi se tak stává Lady Wifi, kterou musí zachránit její nejlepší kamarádka Marinette, coby Beruška. - Tento díl měl světovou premiéru 6. října 2015 v Jižní Koreji na stanici EBS 1. |           |                                                                                  |                                     |               |                                                                                               |                     |                  |           |
| 5 | 5         | Timebreaker Chronogirl                                                           | Časostěrka                          | Thomas Astruc | Sébastien Thibaudeau a Michaël Delachenal                                                     | 23. října 2015      | 17. února 2016   | 116       |
| Poté, co Alixiny kamarádi rozbili neocenitelné hodinky jejího táty, se Alix promění v Časostěrku, která umí cestovat v čase a zachránit tak její hodinky. - Tento díl měl světovou premiéru 22. září 2015 v Jižní Koreji na stanici EBS 1. |           |                                                                                  |                                     |               |                                                                                               |                     |                  |           |
| 6 | 6         | Mr. Pigeon M. Pigeon                                                             | Pan Holub                           | Thomas Astruc | Guillaume Mautalent a Sébastien Oursel                                                        | 23. října 2015      | 19. února 2016   | 106       |
| Marinette má za úkol vymyslet buřinku na přehlídku, která když vyhraje, tak si ji Adrien vezme na jeho další focení. Jenže Chloé se nevzdává a její návrh ukradne. Mezitím se musí Kouzelná Beruška s Černým kocourem, který má alergii na peří, vypořádat s Panem Holubem, terorizujícím Paříž pomocí holubů. - Tento díl měl světovou premiéru 29. září 2015 v Jižní Koreji na stanici EBS 1.                                                                                      |           |                                                                                  |                                     |               |                                                                                               |                     |                  |           |
| 7 | 7         | The Evillustrator Le Dessinateur                                                 | Zlolustrátor                        | Thomas Astruc | Matthieu Choquet                                                                              | 26. října 2015      | 23. února 2016   | 102       |
| Kouzelná Beruška musí porazit Zlolustrátora, který se chce pomstít Chloé za to, že celé třídě odhalila, že je zamilovaný do Marinette. |           |                                                                                  |                                     |               |                                                                                               |                     |                  |           |
| 8 | 8         | Rogercop                                                                         | Policeman                           | Thomas Astruc | Denis Bardiau                                                                                 | 27. října 2015      | 24. února 2016   | 111       |
| Poté, co je Sabrinin táta, policista, neprávem vyhozen starostou města, je akumatizován a stáva se z něj Policeman. Beruška s Kocourem tak musí porazit Policemana dřív než ovládne město. - Tento díl měl světovou premiéru 20. října 2015 v Jižní Koreji na stanici EBS 1. |           |                                                                                  |                                     |               |                                                                                               |                     |                  |           |
| 9 | 9         | Copycat L'Imposteur                                                              | Pakocour                            | Thomas Astruc | Sébastien Thibaudeau a Pascal Boutboul                                                        | 28. října 2015      | 16. února 2016   | 108       |
| Marinette omylem Adrienovi poslala hlasovou zprávu, že je do něj zamilovaná. Chce ji smazat a tak ukradne jeho mobil. Mezitím se Černý kocour snaží dopadnout svého dvojníka, který žárlí na neexistující romantický vztah mezi Beruškou a Kocourem. - Tento díl měl světovou premiéru 15. září 2015 v Jižní Koreji na stanici EBS 1. |           |                                                                                  |                                     |               |                                                                                               |                     |                  |           |
| 10 | 10        | Dark Cupid Le Dislocœur                                                          | Temný Amor                          | Thomas Astruc | Régis Jaulin                                                                                  | 29. října 2015      | 25. února 2016   | 105       |
| Poté, co Chloé odmítne Kimovu valentýnku, je akumatizován a stáva se z něj Temný Amor, který trýzní všechny zamilované a lásku přetváří v nenávist. Jeho temný šíp zasáhne i Černého kocoura. Proto je na Kouzelné Berušce, aby zakletí zlomila a Temného Amora porazila. |           |                                                                                  |                                     |               |                                                                                               |                     |                  |           |
| 11 | 11        | Horrificator                                                                     | Hrozifikátor                        | Thomas Astruc | Fred Lenoir                                                                                   | 30. října 2015      | 31. října 2016   | 117       |
| Marinette společně se spolužáky točí film ve škole. Jenže natáčení je přerušeno Hrozifikátorem, spolužačkou, která se bojí i vlastního stínu. Spolužačku ze spárů akumy musí vysvobodit Beruška s Kocourem. |           |                                                                                  |                                     |               |                                                                                               |                     |                  |           |
| 12 | 12        | Darkblade Le Chevalier Noir                                                      | Temné ostří                         | Thomas Astruc | Matthieu Choquet a Léonie de Rudder                                                           | 6. prosince 2015    | 26. února 2016   | 114       |
| Marinette se postaví Chloé při volbě předsedy třídy, čímž si uzná obdiv svých spolužáků. Na druhé straně je poražený kandidát na starostu ovlivněn akumou a stal se z něj Temné ostří, které musí Beruška s Kocourem zastavit. Zvládne Marinette obojí? Býti Beruškou i předsedkyní třídy? - Tento díl měl světovou premiéru 17. listopadu 2015 v Jižní Koreji na stanici EBS 1. |           |                                                                                  |                                     |               |                                                                                               |                     |                  |           |
| 13 | 13        | The Mime Le Mime                                                                 | Mim                                 | Thomas Astruc | Thomas Astruc, François Charpiat, Michaël Delachenal, Karine Lollichon a Sébastien Thibaudeau | 13. prosince 2015   | 2. května 2016   | 119       |
| Marinette se snaží zrekonstruovat video s Beruškou pro Alyu, protože ho omylem smazala a nechce se přiznat. Ale její snahu zkazí Mim, kterého mezitím posedl akuma. - Speciální host: Josiane Balasko jako ona sama ve francouzské verzi; její postava je v mezinárodních verzích přejmenována na Sarah. - Tento díl měl světovou premiéru 24. listopadu 2015 v Jižní Koreji na stanici EBS 1.                                                                                       |           |                                                                                  |                                     |               |                                                                                               |                     |                  |           |
| 14 | 14        | Kung Food                                                                        | Kuch-Fu                             | Thomas Astruc | Matthieu Choquet a Fred Lenoir                                                                | 10. ledna 2016      | 3. května 2016   | 125       |
| Marinette má problémy se svým prastrýcem z Číny a proto požádá o pomoc Alyu. Ta pošle záchranu v podobě Adriena, se kterým strýce doprovází na soutěž kuchařů, kde má strýček velkou šanci vyhrát, ale díky Chloé je prastrýc posednutý akumou. |           |                                                                                  |                                     |               |                                                                                               |                     |                  |           |
| 15 | 15        | Gamer Le Gamer                                                                   | Hráč                                | Thomas Astruc | Guillaume Mautalent a Sébastien Oursel                                                        | 17. ledna 2016      | 5. května 2016   | 112       |
| Max je po porážce Adrienem a Marinette tak naštvaný, že přiláká akumu. Marinette si užívá, že společně s Adrienem bude reprezentovat školu v herní soutěži, ale radost jí překazí Hráč. - Cameo: Thomas Astruc jako hlas hlavního menu video hry ve francouzské verzi. |           |                                                                                  |                                     |               |                                                                                               |                     |                  |           |
| 16 | 16        | Animan                                                                           | Animál                              | Thomas Astruc | Cédric Perrin a Jean-Christophe Hervé                                                         | 24. ledna 2016      | 12. září 2016    | 113       |
| Adrien pozve Marinette do ZOO podívat se na nového pantera. Ta souhlasí. Netuší ale, že Adrien byl prostředníkem a jejím rande je ve skutečnosti Nino. V ZOO se na pantera přišli podívat i Kim s Maxem, ale Kim svojí arogancí vytočí chovatele pantera, kterého posedne akuma a stane se tak z něj Animál. |           |                                                                                  |                                     |               |                                                                                               |                     |                  |           |
| 17 | 17        | Antibug                                                                          | Neruška                             | Thomas Astruc | Sébastien Thibaudeau                                                                          | 31. ledna 2016      | 13. září 2016    | 124       |
| Poté, co je Chloé otravována Zmizelou, je akumatizovaná v Nerušku. Porazí Kouzelná Beruška padoucha, který má stejné schopnosti jako ona sama? |           |                                                                                  |                                     |               |                                                                                               |                     |                  |           |
| 18 | 18        | The Puppeteer La Marionnettiste                                                  | Loutkářka                           | Thomas Astruc | Sébastien Thibaudeau                                                                          | 7. února 2016       | 6. května 2016   | 118       |
| Manon, malá holčička, kterou Marinette občas hlídá, je akumatizovaná v Loutkářku, která využívá Marinettiny loutky, a tím i opravdové osoby k boji proti Berušce a Kocourovi. |           |                                                                                  |                                     |               |                                                                                               |                     |                  |           |
| 19 | 19        | Reflekta                                                                         | Reflekta                            | Thomas Astruc | Sophie Lodwitz a Eve Pisler                                                                   | 21. února 2016      | 10. května 2016  | 121       |
| Juleka měla vždycky smůlu při focení. Pokaždé se ta fotka nějak nezdařila. I tentokrát se ji smůla lepí na paty a to při školním focení. Chloé totiž zařídila, aby na té fotce nebyla. Zdrcenou Juleku proto vyhledá akuma a zrodí se tak Reflekta. |           |                                                                                  |                                     |               |                                                                                               |                     |                  |           |
| 20 | 20        | Guitar Villain Guitar Vilain                                                     | Kytararach                          | Thomas Astruc | Sébastien Thibaudeau                                                                          | 28. února 2016      | 14. září 2016    | 120       |
| Slavný rocker je sesazen mladým uchem. A aby to nebylo málo, tak jeho producent chce, aby se tomuto uchu přizpůsobil, což se mu nelíbí. Proto se stane terčem Lišaje, který ho přemění v Kytararacha. Marinette byla nabídnuta možnost vytvořit pro svého hudebního idola obal jeho nového CD. Nabídku přijímá, ale má vyjít vstříc producentovi, nebo má být sama sebou? |           |                                                                                  |                                     |               |                                                                                               |                     |                  |           |
| 21 | 21        | Pixelator Numéric                                                                | Pixelátor                           | Thomas Astruc | Guillaume Mautalent a Sébastien Oursel                                                        | 13. března 2016     | 9. září 2016     | 107       |
| Třída je pozvána do hotelu Chloéina otce, kde si mají vyzkoušet práci jejich zaměstnanců. Zrovna když pan starosta rozděluje práci Alyii a Marinette, objeví se slavný rockový zpěvák Jagged Stone. Ten se chce ubytovat, ale překazí mu to jeho stalker, který se naštve, když ho vyhodí z hotelu. Nezůstane ale nepovšimnut. Lišaj pro něj pošle svého akumu a tak vznikne Pixelátor. - Tento díl měl světovou premiéru 3. března 2016 v kanadském Québecu na stanici Télé-Québec. |           |                                                                                  |                                     |               |                                                                                               |                     |                  |           |
| 22 | 22        | Princess Fragrance Princesse Fragrance                                           | Princezna Vůně                      | Thomas Astruc | Matthieu Choquet a Léonie De Rudder                                                           | 20. března 2016     | 4. května 2016   | 104       |
| Když Chloé roztrhala Rosiin dopis pro prince Aliho, je zdrcená a smutná. Takto oslabená Rose byla snadným terčem pro akumu, ale Princezna Vůně po sobě už šlapat nenechá. Mezitím má Marinette velký problém. Nejen, že je Tikki nemocná, ale ještě k tomu je ve vlastnictví Chloé. Podaří se Marinette získat Tikki zpět a zastavit Princeznu Vůně? - Tento díl měl světovou premiéru 13. března 2016 v kanadském Québecu na stanici Télé-Québec.                                   |           |                                                                                  |                                     |               |                                                                                               |                     |                  |           |
| 23 | 23        | Simon Says Jackady                                                               | Kuba řekl                           | Thomas Astruc | Fred Lenoir                                                                                   | 27. března 2016     | 9. května 2016   | 110       |
| Zklamaný hypnotizér, neprávem vyhozený ze soutěže, je posednut akumou. Stává se tak z něj Kuba řekl. Marinette má domácí vězení, protože je neustále za školou. Podaří se jí ho ale dodržet, když Lišaj pořád dělá neplechu? - Tento díl měl světovou premiéru 6. března 2016 v kanadském Québecu na stanici Télé-Québec. |           |                                                                                  |                                     |               |                                                                                               |                     |                  |           |
| 24 | 24        | Volpina                                                                          | Volpina                             | Thomas Astruc | Matthieu Choquet a Léonie de Rudder                                                           | 3. dubna 2016       | 15. září 2016    | 126       |
| Marinette odhlalí, že dívka jménem Lila Rossi Adrienovi lže, že jí Beruška zachránila a že jsou nejlepší kámošky. Na scéně se pak objeví Volpina. Jde ale o novou superhrdinku nebo je to jenom další oběť posedlá akumou? - Tento díl měl světovou premiéru 19. března 2016 v kanadském Québecu na stanici Télé-Québec. |           |                                                                                  |                                     |               |                                                                                               |                     |                  |           |
| 25 | 25        | Ladybug & Cat Noir (Origins - Part 1) Ladybug et Chat Noir (Origines - Partie 1) | Počátek: První část                 | Thomas Astruc | Thomas Astruc, Quentin Thibaudeau a Sébastien Thibaudeau                                      | 30. října 2016      | 16. září 2016    | 122       |
| Marinette Dupain-Chengová a Adrien Agreste byly vybrání, aby se stali Kouzelnou Beruškou a Černým kocourem a zastavili tak Lišaje. Ten mezitím proměnil jejich spolužáka Ivana v Kamenné srdce, aby nalákal Berušku s Kocourem do pasti a získal jejich mirákula. - Tento díl měl světovou premiéru 1. března 2016 v Jižní Koreji na stanici EBS 1. - Francouzská verze byla poprvé vysílána 2. března 2016 ve Švýcarsku na stanici RTS Deux. - Je to první část speciálu "Počátek". |           |                                                                                  |                                     |               |                                                                                               |                     |                  |           |
| 26 | 26        | Stoneheart (Origins - Part 2) Cœur de Pierre (Origines - Partie 2)               | Kamenné srdce (Počátek: Druhá část) | Thomas Astruc | Thomas Astruc, Quentin Thibaudeau a Sébastien Thibaudeau                                      | 30. října 2016      | 16. září 2016    | 123       |
| Poté, co Marinette zpackala svou první misi jako Kouzelná Beruška, se vzdá svého mirákula. Jenže její kamarádka Alya je v nebezpečí a Marinette je jediná, kdo ji může zachránit. - Tento díl měl světovou premiéru 2. března 2016 ve Švýcarsku ve francouzštině na stanici RTS Deux. - Je to druhá a poslední část speciálu "Počátek". |           |                                                                                  |                                     |               |                                                                                               |                     |                  |           |